# Abigail Savage
Abigail Savage (Nova Iorque) é uma atriz e compositora estadunidense, reconhecida por interpretar Gina Murphy em Orange Is the New Black.

## Filmografia

### Cinema
- Time Out of Mind (2014)
- Baby Steps (2011) - Samantha Donnelly
- A Lone Star State (2009) - Jolene Ford
- Precious (2009) - Bunny
- Winged Rats (2009) - Rose
- Redacted (2007)

### Televisão
- Orange Is the New Black (2013) - Gina Murphy
- The Return of Jezebel James (2008) - Minnie
- Law & Order: Special Victims Unit (2003) - Cat/Dog